# Irina Adelgejm
Irina Adelgejm, ros. Ири́на́ Адельге́йм (ur. 29 września 1971 w Moskwie) – rosyjska badaczka i tłumaczka literatury polskiej.

## Życiorys
W 1992 roku ukończyła slawistykę na Moskiewskim Uniwersytecie Państwowym. W 1995 obroniła pracę doktorską, a w 2005 otrzymała stopień doktora habilitowanego. Pracuje w Instytucie Słowianoznawstwa Rosyjskiej Akademii Nauk. W 2011 roku została laureatką nagrody Polski Pegaz za 2011 rok przyznawanej przez ambasadora RP w Federacji Rosyjskiej za popularyzowanie polskiej kultury i nauki w Rosji.

## Publikacje (wybór)
- 2000: Polskaja proza mieżwojennogo dwadcatiletija: mieżdu Zapadom i Rossijej. Fienomien psichołogiczeskogo jazyka[2]
- 2005: Poetika „promieżutka”: mołodaja polskaja proza posle 1989 goda[2]

## Tłumaczenia
Tłumaczyła na język rosyjski utwory: Gustawa Herlinga-Grudzińskiego, Pawła Huelle, Andrzeja Stasiuka, Wojciecha Tochmana, Tadeusza Różewicza, Mariusza Wilka, Magdaleny Tulli, Ewy Kuryluk, Kazimierza Orłosia, Tadeusza Słobodzianka, Hanny Krall, Marka Bieńczyka, Justyny Bargielskiej, Ignacego Karpowicza i wielu innych. Tłumaczenia książek Olgi Tokarczuk:
- 2020: Olga Tokarczuk Prowadź swój pług przez kości umarłych (Веди свой плуг по костям умерших)[4]

- 2006: Olga Tokarczuk Ostatnie historie (Последние истории)[4]
- 2006: Olga Tokarczuk Gra na wielu bębenkach (Игра на разных барабанах) (współautor)[4]

## Nagrody
- 2011: Polskiego Pegaza[3]
- 2013: Złoty Krzyż Zasługi[5]